# Повстання Чілембве

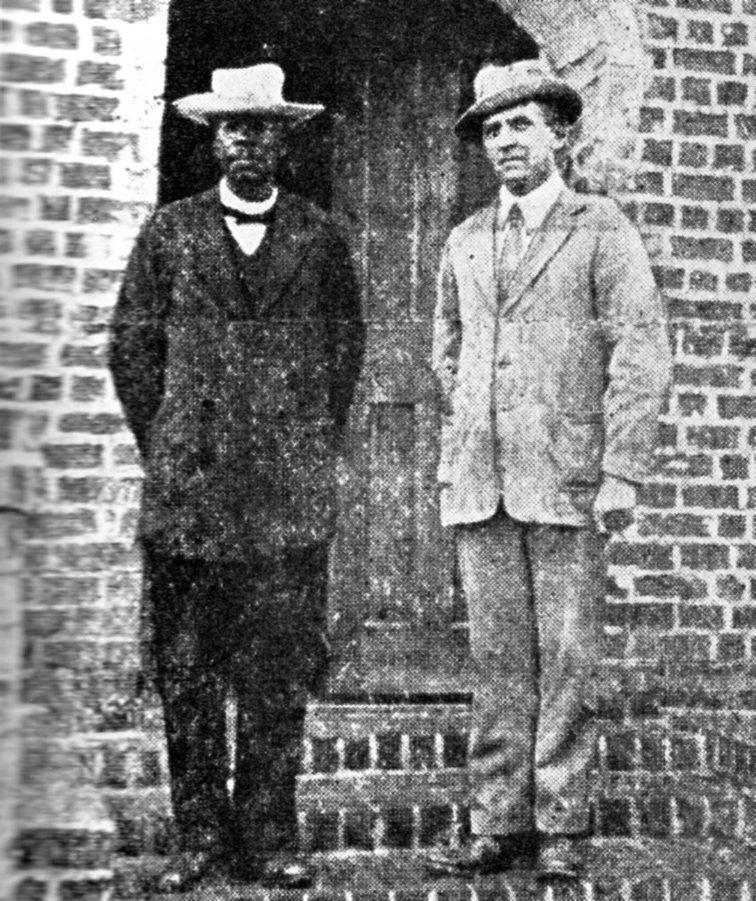
Остання відома фотографія Джона Чілембве (ліворуч), зроблена в 1914 році

Повстання Чілембве — повстання за незалежність від Британської влади під проводом Джона Чілембве у британській колонії Ньясаленд (нині — Малаві), що відбулось 23-26 січня 1915 року.
Причиною повстання було експропріація земель англійськими колонізаторами у місцевого населення, важкі умови праці на плантаціях англійських компаній (особливо в зв'язку з початком першої світової війни), оподаткування. Сталося в південній частини Ньясаленду (між містами Зомба і Блантайр) під кепівництвом проповідника Джона Чілембве. Він тривалий час вів антиколоніальну пропаганду, збирав зброю, готував керівників повстанчих загонів. Ще в листопаді 1914 року він опублікував звернення, в якому закликав африканців не брати участь в війні. Повстання почалося в ніч з 23 на 24 січня і в перші дні досягло деяких успіхів, але на початку лютого було жорстоко придушене каральними загоном європейських добровольців і регулярними частинами. Значна частина повстанців, в тому числі і сам Чілембве, були вбиті.